# Лакомов, Виктор Иванович (котельщик)
Виктор Иванович Лакомов (1933—1991) — котельщик Лысьвенского турбогенераторного завода Министерства электротехнической промышленности СССР (Пермская область), Герой Социалистического Труда (12.05.1977).
Родился 06.03.1933 г. в с. Нижне-Большое Курской области.
Окончил ремесленное училище в г. Орджоникидзе по специальности «котельщик».
В 1956 г. после службы в армии приехал в г. Лысьва Пермской области. Работал слесарем-сборщиком, котельщиком на Лысьвенском турбогенераторном заводе (ЛТГЗ).
За высокое качество получил право сдавать продукцию с личным клеймом.
Приняв повышенные социалистические обязательства на IX пятилетку, завершил её за 3,5 года. План 1976 г. выполнил за 10 месяцев.
Одним из первых на заводе поддержал почин «Пятилетке качества — рабочую га¬рантию». Обязался выполнить план двух лет пяти¬ летки (1976—1977) ко Дню машиностроителя — 25 сентября и справился с обязательством.
Рационализатор. По его предложениям усовершенствована технология сборки и сварки фундаментных плит электродвигателей серии СТД, конструкция и технология изготовления барабана агрегата АВМ для сельского хозяйства.
Герой Социалистического Труда (12.05.1977). Награждён орденами Октябрьской Революции, «Знак Почёта», бронзовой медалью ВДНХ.
Делегат XXVI съезда КПСС.
Умер 24.08.1991 г. в Лысьве.